# Vailly (Górna Sabaudia)
Vailly – miejscowość i gmina we Francji, w regionie Owernia-Rodan-Alpy, w departamencie Górna Sabaudia.
Według danych na rok 1990 gminę zamieszkiwało 601 osób, a gęstość zaludnienia wynosiła 32 osób/km² (wśród 2880 gmin regionu Rodan-Alpy Vailly plasuje się na 1063. miejscu pod względem liczby ludności, natomiast pod względem powierzchni na miejscu 557.).